# Villa Schliz (Alexanderstraße 53)

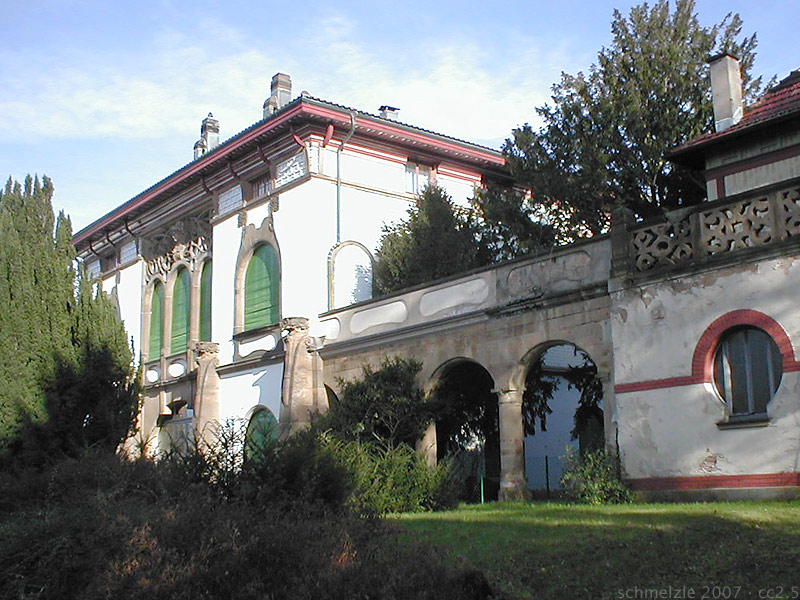
Villa Schliz mit Nebengebäude

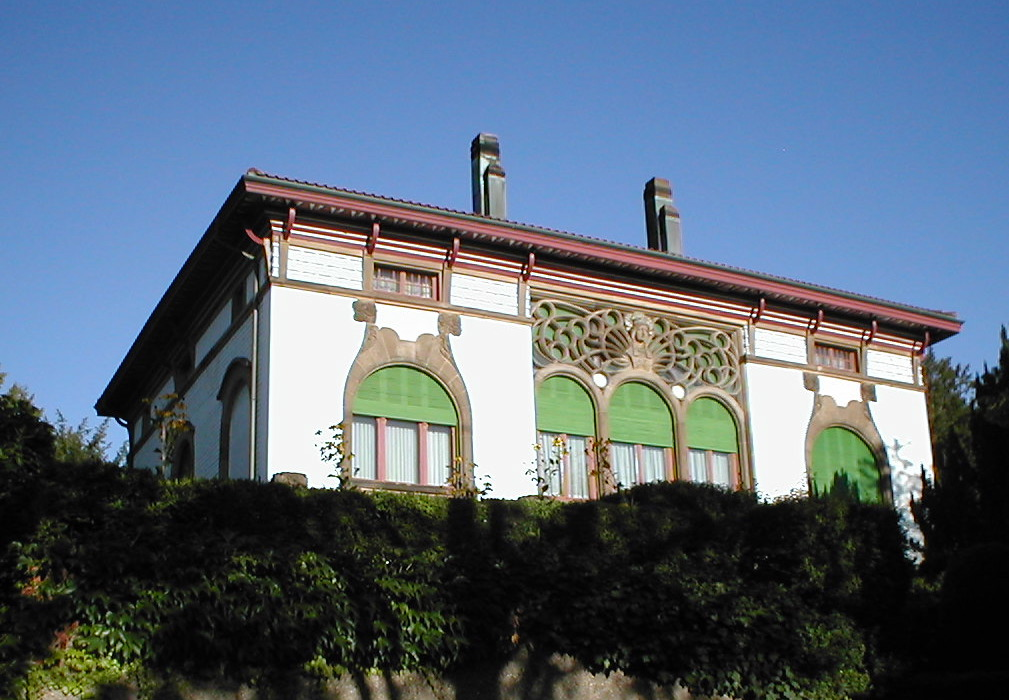
Hauptfassade der Villa Schliz

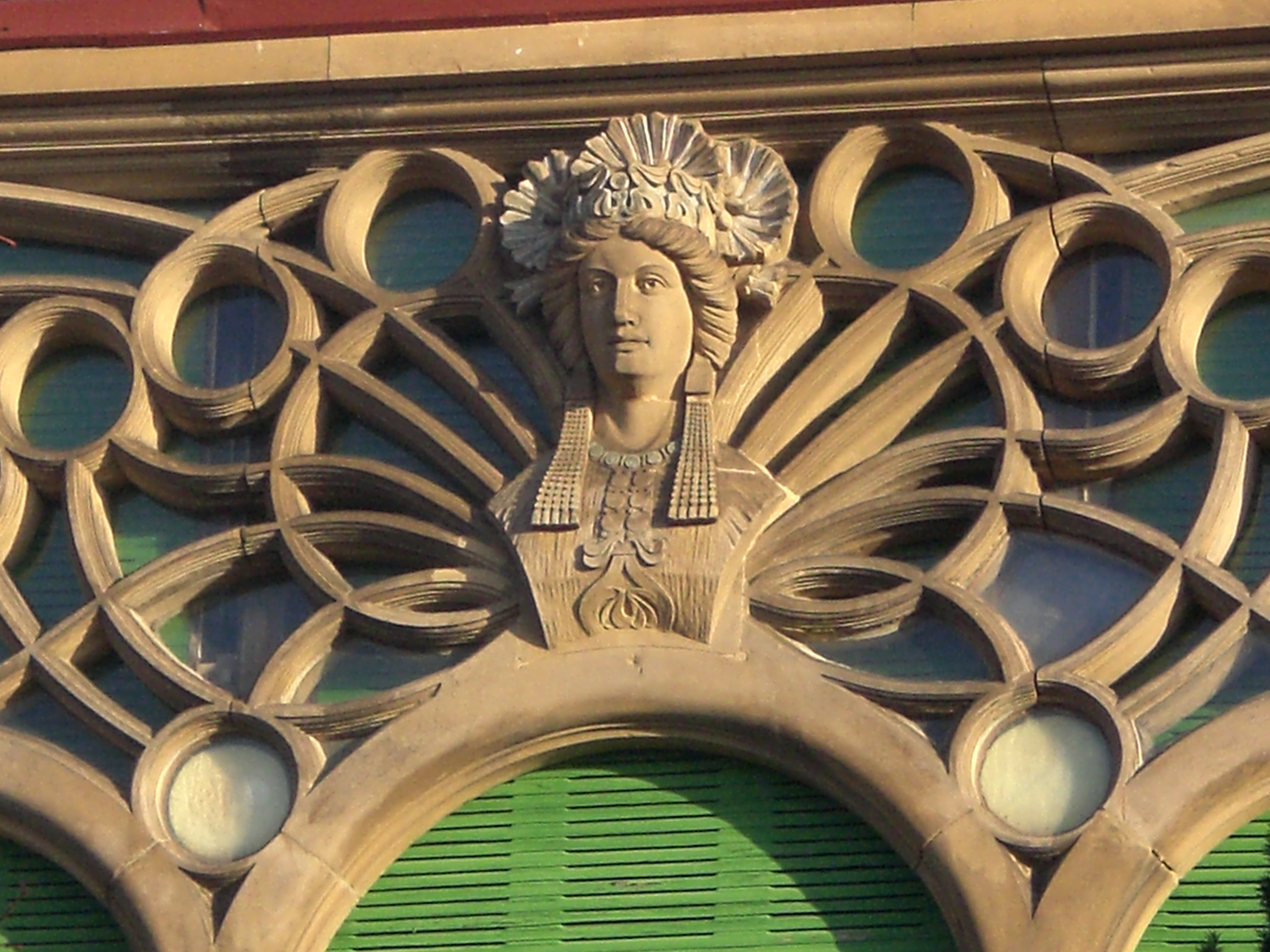
Büste der Sigilgaita an der Hauptfassade

Belvedere mit schmiedeeisernem Aufbau

Die Villa Schliz ist eine im Jahr 1901 errichtete Villa in der Alexanderstraße 53 in Heilbronn. Das Haus wurde für den Arzt und Altertumsforscher Alfred Schliz erbaut und ist eines der wenigen erhaltenen Jugendstil-Gebäude der Stadt. Die Villa gilt als äußerst seltenes und qualitätvolles Beispiel des floralen Jugendstil in Württemberg.

## Beschreibung
Auf dem Lerchenberg östlich der Innenstadt von Heilbronn entstanden seit dem späten 19. Jahrhundert Villen wohlhabender Bürger. Auch der Heilbronner Stadtarzt und Altertumsforscher Alfred Schliz erwarb hier eine Parzelle, die an ein Grundstück der Unternehmerfamilie Knorr angrenzte. 1901 ließ er von den Stuttgarter Architekten Paul Schmohl und Georg Stähelin eine zweigeschossige Villa als Sommerhaus mit Wirtschaftsgebäude errichten. Das Gebäude ist 17,50 Meter lang, 15,55 Meter tief und auf Firsthöhe 14,85 Meter hoch. Das Stallgebäude ist ebenfalls rund 15 Meter lang, aber nur 5 Meter tief. Mit Balkonen und Loggia bot sich der Eindruck einer dreiflügligen Anlage. Mittig auf dem Dach befand sich ein Belvedere mit einem filigranen schmiedeeisernen Aufbau aus der Kunstschmiedewerkstatt von August Stotz, der jedoch bei den Luftangriffen auf Heilbronn im Zweiten Weltkrieg beschädigt und 1956 abgenommen wurde.
Hauptmotiv der im Jugendstil erbauten Villa ist eine über dem nierenförmig ausgeschnittenen Portal und den darüberliegenden Bogenfenstern inmitten einer maßwerkähnlichen floralen Dekoration befindliche Büste der altitalischen Sonnengöttin Sigilgaita, die einer Skulptur aus einer Kapelle in Amalfi nachempfunden ist. Florale Motive finden sich in zahlreichen Details der zur Straße gewandten Westfassade und insbesondere auch in der Inneneinrichtung wieder und lassen sich mit der belgischen Jugendstilarchitektur von Victor Horta vergleichen. Durch angedeutete Obstschalen, Füllhörner, Blüten und Zweige sollte das „Wohnen im Grünen“ auch sinnbildlich dargestellt werden.

„Die Architekten inszenierten auf dem leicht ansteigenden Gelände des Lerchenbergs ein Haus wie eine Theaterkulisse. Ovalfenster, Bogengänge, skulpturale Gesimse und Pylonen gliedern das spannungsreich aufgebaute Landhaus ganz in der Art des floralen Jugendstils nach französischem Vorbild.“

## Geschichte
1947 plante der Sohn des Erbauers, Dr. Manfred Schliz, die Villa durch grundlegende Umbauten in ein Mehrfamilienhaus umzuwandeln, was trotz der damals herrschenden Wohnungsnot von den städtischen Baubehörden untersagt wurde, so dass das Haus weitgehend in seiner originalen Gestalt erhalten blieb. Neben Manfred Schliz bewohnten das Gebäude 1950 fünf Mietparteien, im Nebengebäude 53/1 waren weitere zwei Mietparteien gemeldet. Nach Schliz' Tod kam die Villa in den Besitz von Müllermeister Walter König, der sie 1961 allein nutzte, während das Nebengebäude 53/1 im Besitz einer Erbengemeinschaft war und noch von der Witwe Alice Schliz bewohnt wurde.